# Рег.ру
Рег.ру или Reg.ru (Регистратор доменных имён Рег.ру) — российская технологическая компания, предоставляющая продукты и сервисы в области регистрации и обслуживании доменов, сайтов, хостинга, облачных решений и IT-инфраструктуры, а также других продуктов и услуг для создания и поддержания бизнеса. На октябрь 2021 года компания обслуживала более 3,3 миллионов доменов и предоставляла хостинг для около 400 тысяч доменных имён. Самый массовый регистратор доменов, доля всех имен в зоне .ru — 48 %.

## История
Компания Рег.ру появилась 22 мая 2006 года. Основателями выступили Алексей Королюк, до того возглавлявший студию веб-дизайна «ЦЭТИС», Филипп Гросс-Днепров, профессионально занимавшийся скупкой и перепродажей доменов, а также программист Валерий Студенников. Идея заняться регистрацией и обслуживанием доменных имён принадлежала Гросс-Днепрову, он же предоставил домен Рег.ру. Королюк планировал сконцентрироваться на услугах хостинга. В итоге компания сфокусировалась на этих двух направлениях.
В июле 2012 Рег.ру получила аккредитацию ICANN.
В 2009—2010 годах Рег.ру выиграла в судах нескольких инстанций дело против компании «Хостинг-центр», незаконно использовавшей фирменный знак-«домик».
Для выхода на международный рынок в октябре 2012 года у EuroDNS был выкуплен домен Reg.com, который, по данным компании, обошёлся в 360 тысяч евро. К этому времени Рег.ру обслуживала 1,3 миллиона доменов.
В начале 2014 года компания провела ребрендинг: изменила логотип и обновила сайт.
В октябре 2015 года Координационный центр национального домена сети интернет назначил Алексея Королюка председателем Комитета регистраторов зон .ru и .рф.
На начало 2017 года Рег.ру является крупнейшим российским аккредитованным регистратором доменных имён и хостинг-провайдером. Офисы компании расположены в более чем 30 городах.
В 2021 Рег.ру был куплен ООО «РУ-ВЕБ.Инвестиции». Входит в группу Рунити.

## Деятельность

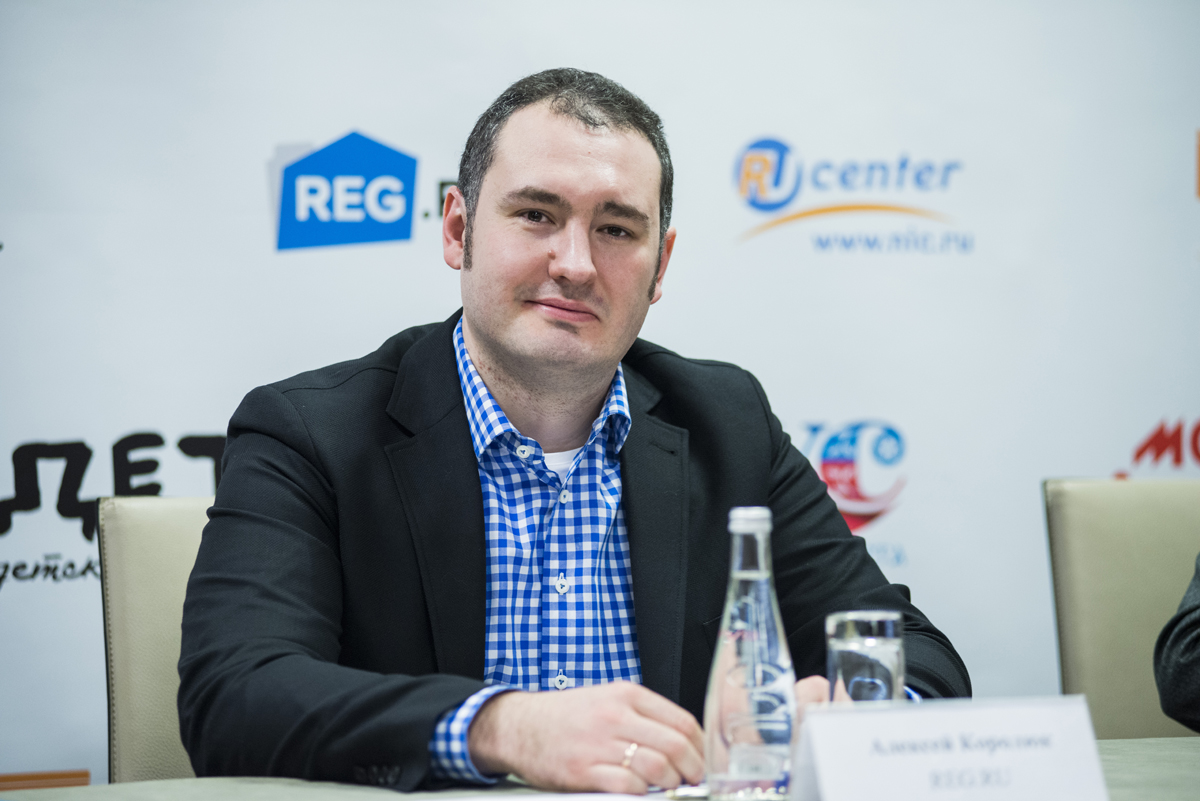
Алексей Королюк

С момента основания Рег.ру специализируется на нескольких основных направлениях: регистрации доменов (на 2017 год — более 750 доменных зон), предоставлении хостинга и облачных решениях. Компания предоставляет инструменты для создания, продвижения и защиты сайтов и ИТ-инфраструктуры. Также Рег.ру продаёт сертификаты удостоверяющих центров Comodo, Symantec, GeoTrust, GlobalSign. Также Рег.ру продает сертификаты удостоверяющих центров ТЦИ и GlobalSigh.
Рег.ру выделяет гранты для российских стартапов на сумму до 500 тысяч рублей и даёт доступ к виртуальной инфраструктуре и вычислительным ресурсам для развития проектов.

### Домены
В 2007 году компания получила аккредитацию Координационного центра национального домена сети Интернет в зонах .ru и .su.
2 ноября 2009 года Рег.ру первой получила аккредитацию для кириллической зоны .РФ. В 2010 году компания регистрировала домены в более чем 150 доменных зонах и обслуживала 500 тысяч доменных имён.
Компания росла и за счёт поглощений: в декабре 2010 года был приобретён регистратор «Клевер Телеком», в следующем году Рег.ру получила доменные имена от регистратора «Регионтелеком» и 18 тысяч клиентов Reseller Club.
В марте 2011 года Рег.ру разработала логотип и фирменный стиль кириллической доменной зоны .рф, а также запустила серию телефонов SimaPhone.РФ на базе iPhone 4 с дизайном Дениса Симачёва. В ноябре того же года компания была номинирована на «Премию Рунета» в номинации «За вклад в развитие домена .рф».
В 2011 году на сайте компании запустилась площадка по вторичной купле-продаже доменов «Магазин доменов» (на июль 2016 года было выставлено 105 тысяч лотов). По итогам 2011 года Рег.ру стала лидером по объёму регистраций в российских национальных доменных зонах, уступая лидерство по числу регистрируемых доменов только компании-регистратору RU-CENTER.
В 2012 году компания стала аккредитованным ICANN регистратором в зонах .aero, .asia, .biz, .cat, .com, .coop, .info, .jobs, .mobi, .museum, .name, .net, .org, .pro, .tel, .travel, .xxx.
В 2012 году компания была номинирована на «Премию Рунета» в номинации «.РФ и не только». В 2013 году Рег.ру заняла первое место по количеству зарегистрированных доменов в зоне .ru.
В 2014 году регистратор подписал соглашение об аккредитации с регистратурами доменных зон .дети, .москва и .moscow, а также .рус.
В 2015 году Рег.ру опередила RU-CENTER по числу обслуживаемых доменов (31,8 % рынка). Весной 2016 года у регистратора RU-CENTER изменились условия работы с клиентами. Благодаря этому Рег.ру только за март получил около 40 тысяч доменов на обслуживание, перенесённых от RU-CENTER.
Общее число доменов к концу 2016 года превысило 2,7 миллионов, а к середине 2017 достигло 3 миллионов. На май 2017 Рег.ру занимал 16-е место в мировом рейтинге среди регистраторов доменов в новых зонах. В конце 2023 Рег.ру сообщила о значительном росте числа новых регистраций доменов в зоне .ru, их количество превысило 5 млн, а доля компании на доменном рынке увеличилась до 46 %. На декабрь 2024 года Рег.ру достиг долю 48 % на рынке доменов Рунета.
В июле 2024 года к почтовому сервису «Почта на домене» в Рег.ру было привязано более 116 тыс. доменов в зоне .ru и .рф. Это на 22 % больше, чем годом ранее.
В августе 2024 года компания сообщила о росте числа пользователей конструктора сайтов Рег.ру на 3 %.

### Хостинг

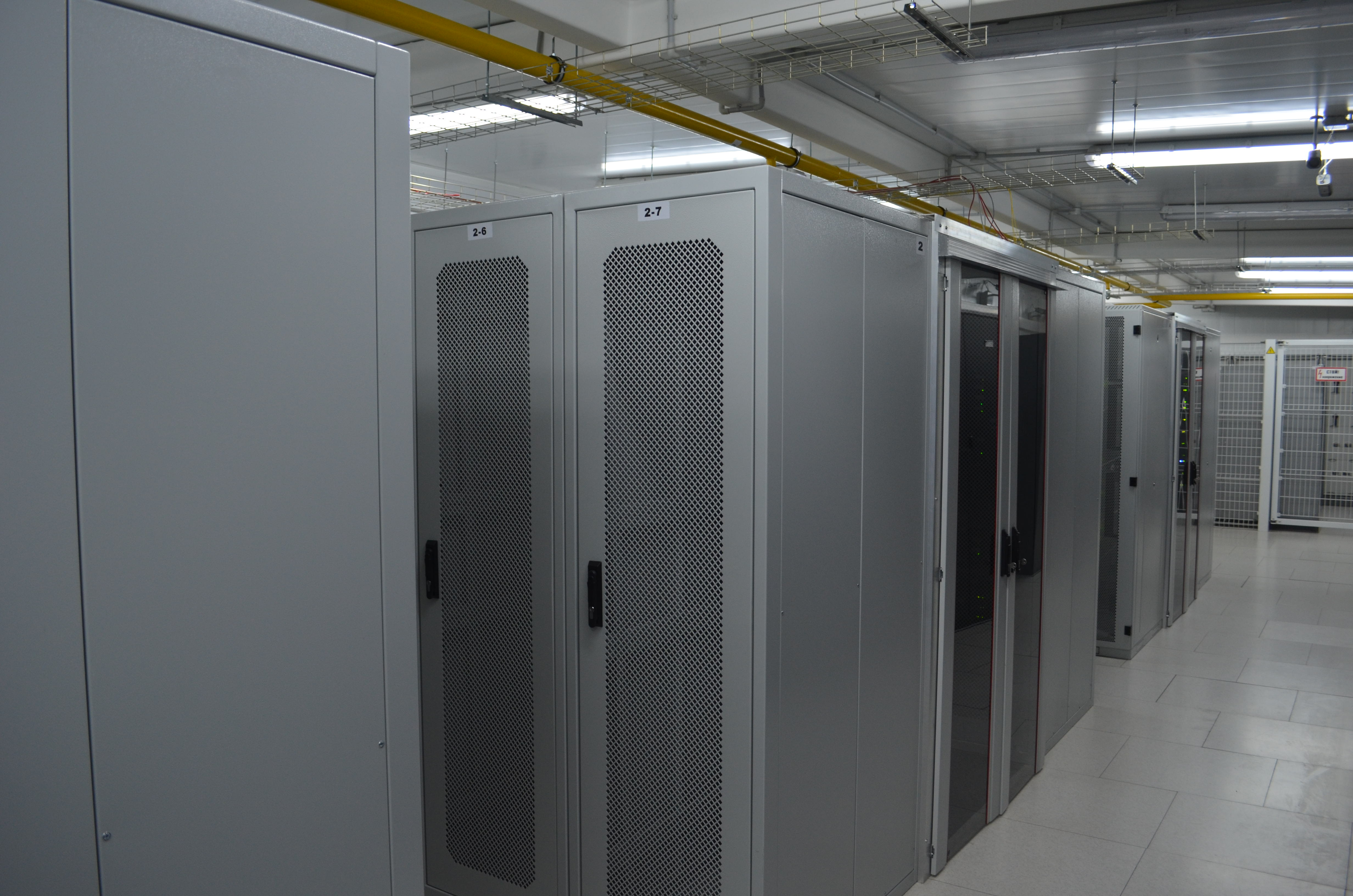
Один из дата-центров компании

В 2008 году Рег.ру получила лицензию на предоставление хостинг-услуг.
В феврале 2013 года стал предоставляться Windows-хостинг. В мае 2013 года компания запустила облачные сервисы на базе хостинг-платформы Jelastic, позволяющие запускать и масштабировать веб-приложения на Java и PHP. В 2014 году совместно с DDoS Guard компания предоставила клиентам услугу бесплатной защиты сайта от DDoS-атак.
В сентябре 2011 года Рег.ру и крупнейший в России хостинг-провайдер «Мастерхост» объявили о планах создать объединённую компанию. Сообщалось, что решение одобрено акционерами, а организационно-правовые вопросы будут решены позднее. Однако в ноябре основатель и генеральный директор «Мастерхоста» сообщил о продаже своей доли в компании и покинул пост генерального директора. Поскольку инициатором слияния со стороны «Мастерхоста» был именно Леонид Филатов, сделка не состоялась.
Рег.ру наращивала базу клиентов за счёт переноса клиентов от сторонних компаний: в декабре 2012 года хостер RedSoft (проект Joomla.ru) передал хостинг-инфраструктуру проекта Hostingjoomla.ru со всей клиентской базой, в июне 2013 года хостинг-провайдер 100MB.RU передал на сопровождение услуг хостинга более трех тысяч клиентов, в ноябре 2014 компания заключила соглашение о переносе клиентов от хостинг-провайдера Logol.
В декабре 2016 года стало известно о приобретении одного из старейших хостинг-провайдеров Agava. Планировалось, что объединение компаний завершится до конца 2016 года, в 2017 будет принято решение о сохранении торговых марок Agava. В январе 2017 года было объявлено, что дата-центр Telehouse Caravan вливается в Рег.ру с сохранением бренда. В феврале к компании присоединился хостинг-дискаунтер Mne.ru.
В январе 2017 года Рег.ру арендовала изолированный машинный зал в московском дата-центре уровня Tier III компании DataPro.
По данным Рег.ру, на декабрь 2016 года компания обслуживала более 370 тысяч доменных имён на своём хостинге (11 % рынка).
14 декабря 2017 года компания запустила новое поколение облачных VPS.
В 2023 году Рег.ру вошла в реестр провайдеров хостинга  Роскомнадзора.
В октябре 2023 года Рег.ру открыл сбор предложений о продаже бизнеса и баз клиентов других российских хостинг-провайдеров, в результате чего были заключены сделки по слиянию и поглощению с провайдерами Reddock и Eternalhost.
В ноябре 2023 года Рег.ру подключил дата-центр «ОБИТ» в Санкт-Петербурге для размещения облачной платформы. В 2024 году компания подключила десятый ЦОД и запустила новую площадку в дата-центре «Жигулевская долина» в Тольятти.
По состоянию на конец 2024 года Рег.ру является одним из крупнейших российских хостинг-провайдеров и занимает ключевую долю в размере 13 % на рынке хостинга.

### Облачные GPU
В мае 2018 года Рег.ру запустил услугу «Облачные вычисления на базе GPU».
Стратегическим партнёром услуги стала американская компания NVIDIA. Услуга позволяет работать с алгоритмами глубокого обучения, высокопроизводительными вычислениями, 3D и видеорендерингом. 
В основе услуги специализированный ускоритель для работы с AI и высокопроизводительных вычислений — NVIDIA Tesla V100.
В 2023 году Рег.ру объявила о запуске собственной облачной платформы на базе OpenStack, KVM и Kubernetes. За год число клиентов платформы достигло 5 тыс., а общее число пользователей облачных услуг составило свыше 20 тыс. компаний и частных лиц. Были запущены следующие облачные продукты: MySQL и PostgreSQLS, KaaS, облачные сервера с GPU, облачный десктоп VDI, объектное хранилище S3 и др.
В 2024 году облачная платформа Рег.ру вошла в реестр российского ПО. Продукт внесен в классы средств обеспечения облачных и распределенных вычислений, серверного и связующего программного обеспечения.
В декабре 2024 года Рег.ру подключила к облаку российскую операционную систему Astra Linux.
С момента выхода на рынок облачных услуг компания вошла в списки ключевых игроков в сегменте IaaS, PaaS, SaaS и KaaS решений.

### Инциденты и критика
В июне 2019 года Рег.ру получил предупреждение от Федеральной антимонопольной службы (ФАС России) в связи с недостоверной контекстной рекламой.

## Собственники и финансовые показатели
Компания не раскрывает финансовые показатели. По данным базы «Контур-Фокус», выручка Рег.ру за 2015 год составила 629,2 млн рублей, чистая прибыль — 9,7 млн рублей.
По данным на 2011 год, совладельцами компании являлись Алексей Королюк (42 %), Филипп Гросс-Днепров (42 %) и Валерий Студенников (16 %). В 2017 году издание Forbes приводило данные, что Королюку и Гросс-Днепрову принадлежало по 40,3 % компании.
Филипп Гросс-Днепров умер в 2020 году, после чего его доля была разделена между вдовой и четырьмя детьми. В июле 2021 года они продали её обратно компании за 1 миллиард рублей. Доля Королюка находится в залоге у Альфа-банка.
С 2021 года 100% компании принадлежит «РУ-ВЕБ.Инвестиции».